# ستانلي جيبس
ستانلي جيبس (بالإنجليزية: Stanley Frederick Gibbs)‏ هو جندي أسترالي، ولد في 2 يناير 1909 في Hunters Hill, New South Wales ‏ في أستراليا، وتوفي في 3 مارس 1991 في سيدني في أستراليا.